# Léon Delcroix
Pour les articles homonymes, voir Delcroix.
Léon Delcroix est un compositeur belge né le 15 septembre 1880 à Bruxelles et mort dans la même ville le 14 novembre 1938.

## Biographie
Léon Charles Delcroix naît le 15 septembre 1880 à Bruxelles.
Il étudie le piano avec Józef Wieniawski, l'orgue avec Alphonse Mailly et la composition avec Théophile Ysaÿe à Bruxelles ainsi qu'avec Vincent d'Indy à Paris.
Entre 1909 et 1927, il dirige des orchestres de théâtre en Belgique avant de se consacrer plus exclusivement à la composition.
Léon Delcroix meurt le 14 novembre 1938 à Bruxelles.

## Œuvres
Au catalogue des œuvres de Léon Delcroix, figurent notamment :

### Pour la scène
- Ce n'était qu'un rêve, un acte ;
- La Bacchante, ballet (Gand, 1912) ;
- Sourire de l'infante, d'après un poème de Geo Drains (1913)[2] ;
- Le Petit Poucet, opéra (créé à Bruxelles le 9 octobre 1913).

### Musique pour orchestre
- Symphonie, prix de l'Académie royale de Belgique ;
- Le Roi Harald, Cunapéa, Soir d'été à Lerici, Le Val harmonieux ;
- Rapsodie languedocienne ;
- Marche cortège ;
- Sérénade pour clarinette, piano et orchestre ;
- Élégie et Poème pour violon et orchestre.

### Autres
- de nombreuses pièces de musique de chambre (quatuors, quintettes, sonates, notamment) ;
- des œuvres pour piano ;
- de la musique religieuse (Pie Jesu, Resurrexi, Ecce panis) ;
- des mélodies.

Léon Delcroix est aussi l'auteur d'une biographie de son professeur, Józef Wieniawski (Bruxelles, 1908).